# ميكر (كولورادو)
ميكر (بالإنجليزية: Meeker, Colorado)‏ هي بلدة تقع في مقاطعة ريو بلانكو، كولورادو بولاية كولورادو في الولايات المتحدة. تأسست عام 1883، تبلغ مساحتها 7.5 (كم²)، وترتفع عن سطح البحر 1902 م، بلغ عدد سكانها 2475 نسمة في عام 2010 حسب إحصاء مكتب تعداد الولايات المتحدة وتصل الكثافة السكانية فيها 272.7 نسمة/كم2.

## أعلام
- مارغريت إل. كاري
- نيل بلو
- بادي روزفلت
- ليندن بلو

## وصلات خارجية
- Town of Meeker
- The US50 - Cities and Towns in Colorado State
- Colorado Cities and Towns, Facts, Map, Flag, Colleges, Government, and More